# Vidrá
Vidrá(oficialmente y en catalán Vidrà) es un municipio español del Alto Ter, y de la provincia de Gerona, Cataluña, situado al norte de la comarca de Osona en el límite con las del Ripollés y La Garrocha. Incluye el núcleo de Ciuret. Cuenta con una población de 169 habitantes (INE 2024).

## Demografía
Vidrá cuenta con una población de 169 habitantes (INE 2024).
| Gráfica de evolución demográfica de Vidrá entre 1842 y 2021                                                         |
| |
| Población de derecho según los censos de población del INE Población de hecho según los censos de población del INE |

## Comunicaciones
La carretera local BV-5227 comunica la población con San Quirico de Besora a través de Santa María de Besora.

## Economía
Agricultura de secano, ganadería y explotación forestal.

## Historia
El lugar y el castillo de Milany están documentados desde el año 960 y la iglesia de Santa Margarita de Cabagès desde 1123.

## Lugares de interés
- Ruinas del castillo de Milany
- Iglesia de Santa Margarita de Cabagès, de estilo románico, restaurada en 1978.
- Iglesia de Sant Bartomeu de Covildases, de origen románico.
- Iglesia de Sant Hilari de Vidrà, de origen románico.
- Masía del Caballero, del siglo XVIII.

## Curiosidades
En el municipio se cuentan varias leyendas que explican (o intentan justificar) algunos de los curiosos topónimos del valle (Milany, Degollats, Collet de l'Home Mort o Coll d'Hi era de massa).

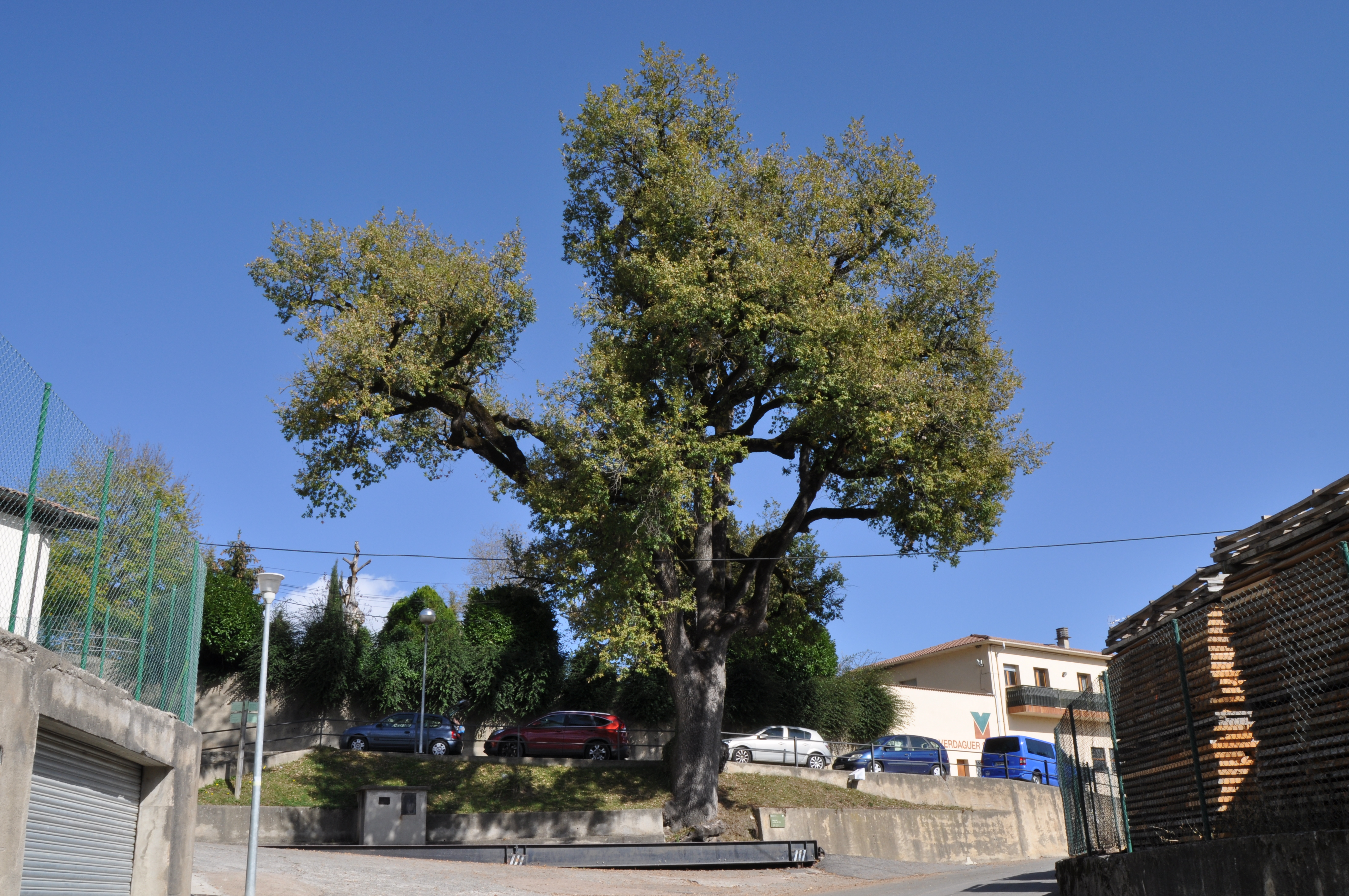
Roble de la Creu de l'Arç.